# بيتر نيكولاس ديفروتس
بيتر نيكولاس ديفريوتس، عالم أمريكي وأستاذ قسم إسحاق موريس ولوسيل إليزابيث هاي والمدير السابق لقسم علم الأحياء الخلوي، مع تعيينات مشتركة في مركز ديناميكيات الخلية وقسم الكيمياء الحيوية في كلية الطب بجامعة جونز هوبكنز. كما أنه يعمل في المجلس الاستشاري العلمي لمعهد ألين لعلوم الخلية. اشتهر بمساهمته في مجال الانجذاب الكيميائي لحقيقيات النوى، ونقل الإشارة، وبيولوجيا الفوسفوينوزيتيدات.

## تعليم وحياة مهنية
حصل على درجة البكالوريوس في العلوم في الفيزياء من جامعة ويسكونسن-ماديسون عام 1971. ثم حصل بعد ذلك على درجة الدكتوراه في الفيزياء الحيوية من جامعة جونز هوبكنز عام 1977، حيث عمل في مختبر الدكتور دوجلاس فامبرو. ثم أجرى أبحاثه بعد الدكتوراه في مختبر الدكتور ثيودور ستيك بجامعة شيكاغو. بدأ ديفريوتس حياته المهنية المستقلة كأستاذ مساعد في قسم الكيمياء الحيوية في كلية الطب بجامعة جونز هوبكنز في عام 1980. رُقّيَ لاحقًا إلى رتبة أستاذ مشارك ثم إلى أستاذ. شغل منصب مدير برنامج الدراسات العليا للكيمياء الحيوية والأحياء الجزيئية (BCMB) من عام 1990 إلى عام 2000. ثم عُيّن مديرًا لقسم علم الأحياء الخلوي في كلية الطب بجامعة جونز هوبكنز في عام 2000.
كرئيس معترف به دوليًا في هجرة الخلايا، انتُخب ديفريوتس في الأكاديمية الوطنية للعلوم. انتُخب وعمل كعضو في مجلس الجمعية الأمريكية لعلم الأحياء الخلوي. خدم في الاستشارات في برنامج علماء سيرل. أسس ديفريوتس مؤتمر جوردون البحثي حول «استشعار التدرج والهجرة الخلوية الموجهة» في 2005. يعمل حاليًا في المجلس الاستشاري العلمي لمعهد ألين لعلوم الخلية.
درب ديفريوتس أكثر من 75 طالب من طلاب الدكتوراه وزملاء ما بعد الدكتوراه، وقد حصل العديد منهم على مناصب عليا ومتميزة في معاهد بحثية كبرى (مثل جامعة ميشيغان، وكلية بيرلمان للطب، وجامعة جونز هوبكنز، ومعهد بيتسون، وجامعة جنوب غرب تكساس الطبية، وكلية طب ويل كورنيل، المعهد الوطني للحساسية والأمراض المعدية NIAID) والصناعات المختلفة. قام بتأليف أكثر من 300 منشور دراسي بما في ذلك المقالات البحثية والمراجعات وفصول الكتب. اعتبارًا من سبتمبر 2021، حصل على 93 في مؤشر إتش في الباحث العلمي الخاص بجوجل.

## بحث
ديفريوتس هو رئيس معترف به دوليًا في مجال الانجذاب الكيميائي وتوصيل الإشارة. كان ديفريوتس أول من حدد مستقبلات الانجذاب الكيميائي وأظهر أن أحداث الإشارات المتعددة يتم تنشيطها بشكل غير متماثل عند الحافة الأمامية للخلايا مما أدى إلى فهم الاستراتيجيات المعقدة التي تستخدمها الخلايا لاستشعار الاتجاه بدقة. ساعد البحث اللاحق في مختبر ديفريوتس على الكشف عن حركية المستقبل المقترن بالبروتين ج (GPCR) وبيولوجيا الفوسفوينوزيتيدات لتنظيم القطبية في هجرة خلايا ديكتيوستيليوم وخلايا الدم البيضاء. وفي داخل المجتمع العلمي، يُنسب إليه الفضل على نطاق واسع في تحقيق فهم على مستوى النظام وتنفيذ تحليل حسابي للنظام الديناميكي في مختلف العمليات الفسيولوجية للخلايا. تركز أعماله الأخيرة على فهم ديناميكيات حلقات التغذية الراجعة الداخلية في نقل الإشارات وشبكات الهيكل الخلوي التي تمنح الاستثارة الكيميائية الحيوية للغشاء وبالتالي تتحكم في الخصائص التشكّلية والوظيفية المختلفة للخلية.

## جوائز وتكريمات
حصل ديفريوتس على العديد من الجوائز والأوسمة الكبرى لمساهمته في علم الأحياء الخلوي وعلم أنظمة الأحياء:
2005: انتُخب ديفريوتس للأكاديمية الوطنية للعلوم.
2005: حصل ديفريوتس على جائزة المعاهد الوطنية للصحة (MERIT) .
2009: مُنح ديفريوتس أستاذية إسحاق موريس ولوسيل إليزابيث هاي في علم الأجنة في كلية الطب بجامعة جونز هوبكنز.
2016: انتُخب ديفريوتس كواحد من الزمالة الافتتاحية مدى الحياة للجمعية الأمريكية لعلم الأحياء الخلوي.
2019: مُنح ديفريوتس ميدالية إي بي ويلسون، وهو أعلى وسام شرف من الجمعية الأمريكية لعلم الأحياء الخلوي.